# Freestyle (música)
Freestyle es una forma de música de baile electrónico resultado de la fusión de electro con synthpop y hip hop que apareció en los Estados Unidos en los años 1980, alcanzando su pico de popularidad a finales de esa década. 
Algunos intérpretes notables en el freestyle  son Stevie B, Timmy T, Taylor Dayne, Company B, Exposé, Information Society, Shannon, Lisa Lisa and Cult Jam, Johnny O, y algunos temas de Miami Sound Machine (como "Dr. Beat" o "Conga") o incluso Madonna (con elementos del género en "Open Your Heart" o "Vogue").

## Historia

### 1982–1987: Orígenes del freestyle
El Freestyle se desarrolló principalmente en las comunidades latinas empobrecidas de Manhattan y en El Bronx a principios de los años 1980, más tarde se extendió a toda Nueva York y a New Jersey. Inicialmente era una fusión de instrumentación sintética y percusión sincopada del electro, por influencia del breakdance. Posteriormente se incorporaron elementos del synthpop y el hip hop y estilos vocales melódicos que se encuentran en la música disco de los 1970s. Las influencias claves incluyen  "Planet Rock" de Afrika Bambaataa & Soul Sonic Force's (1982) y "Let the Music Play" de Shannon (1983).

### 1986–1991: Éxito
Por 1986 y 1987 el freestyle empezó conseguir más audiencia en las estaciones radiofónicas estadounidenses. Canciones como "Silent Morning" de Noel, "Come Go with Me" de Exposé, "Fascinated" de Company B, "Running" de Information Society o incluso Madonna, que incluyó algunos elementos del género en "Open Your Heart" o "Vogue", llevaron al freestyle al mainstream. Hacia 1990 el house comenzó a influenciar el Hip hop latino y poco a poco el género fue pasando a un estilo que era menos electro y más pop, y allanó el camino a artistas como MC Hammer, Paula Abdul, Bobby Brown, New Kids on the Block o Milli Vanilli
relegando paulatinamente al freestyle al underground y siendo reemplazado por nuevos estilos como el new jack swing, trance o Eurodance.

### Era post-freestyle
El Freestyle quedó como un género underground sobre todo en Nueva York, pero una década después se realizaron algunas revisiones de temas del género como el sencillo "S.O.S. (Let the Music Play)" de Jordin Sparks en 2009.
Pitbull colaboró con Stevie B para crear una versión actualizada de  "Spring Love" y Johnny O publicó un recopilatorio de sus éxitos de los 1980's.
En ciudades como Nueva York se realizaron conciertos de freestyle de gran éxito en la década de los 2000s.

## Características
El freestyle presenta un tempo de baile con acentuación en los pulsos dos y cuatro; síncopa con la línea de bajo y un bombo, sintetizador principal o percusión más fuerte, así como stabs opcionales de metales sintetizados o samples orquestales; hi hats a semicorcheas, y una progresión armónica que dura 8, 16 o 32 pulsos y normalmente está en tono menor. Las melodías son animadas y relativamente complejas, con voz cantada, estrofas y un estribillo. La temática trata sobre la ciudad, el corazón roto, el amor o el baile. El freestyle, en general, está fuertemente influido por el house y el hip hop. El tempo es casi siempre entre 110 y 130 pulsaciones por minuto (BPM).

## Terminología
El origen del nombre no está claro. Una teoría es que el término se refiere a la mezcla de hip hop y electrónica que los DJ desarrollaron antes del house. Otra creencia es que se refiere a las voces melódicas cantando pop sobre ritmos que hasta entonces sólo se habían utilizado con el rap y el semi-cantado electro-funk. Esta combinación de estilos vocales era una forma de freestyle relacionado con el uso del término en referencia a la competencia, el freestyle rap. Una tercera explicación es que la música permitía un mayor grado de libertad de expresión que otra música de baile de la época, y cada bailarín era libre de crear su propio estilo. Una cuarta posibilidad sostiene que el nombre freestyle se creó en Miami sobre la confusión entre dos temas producidos por Tony "Pretty Boy" Butler: "Freestyle Express" por el grupo Freestyle y "When I Hear Music" de Debbie Deb. El nombre del grupo que se encontraba Butler, Freestyle, se convirtió en el nombre del género. El grupo se llamaba así por el gusto de los miembros a realizar carreras de bicicletas BMX Freestyle.

## Escenas Freestyle

### Nueva York
El primer éxito del género fue "Let the Music Play" de Shannon. Sus productores Mark Liggett y Chris Barbosa redefinieron el sonido electro funk con la adición de ritmos latinoamericanos y un sonido de caja de ritmos sincopados. Sin embargo, DJ Lex y Triple Beam Records sostienen que "Planet Rock" de Afrika Bambaataa fue la primera canciónFreestyle. 
El nuevo sonido rejuveneció las escenas funk, soul y hip hop en la ciudad de Nueva York. Mientras que muchos clubes tuvieron que cerrar de forma permanente, los clubes de Manhattan de Freestyle comenzaron a prosperar. Discos como "Play At Your Own Risk" de Planet Patrol, "One More Shot" de C Bank, "Al-Naafiyish (the soul)" de Hashim, y "I.O.U." de Freeez se convirtieron en éxitos. Artistas europeos como New Order ayudaron a inspirar el género.
Los productores de todo el mundo comenzaron a replicar el sonido para producciones que eran más radio-friendly. Temas como "Let Me Be the One" por Sa-Fir, "I Remember What You Like" de Jenny Burton, "Running" de Information Society, "Give Me Tonight" de Shannon y "It Works For Me" de Pam Russo tuvieron gran difusión radiofónica. Además, muchos artistas y DJs como Jellybean, Tony Torres, Raul Soto y Roman Ricardo eran de ascendencia puertorriqueña, y fue una de las razones de la popularidad del estilo entre los latinos y americanos italianos, especialmente en el área de Nueva York.
El estilo Freestyle sigue teniendo un fuerte seguimiento en Nueva York.

### Miami
Las estaciones de radio estadounidenses comenzaron a tocar éxitos de artistas como TKA, Sweet Sensation, Connie, Exposé y Sa-Fire en las mismas listas de Michael Jackson y Madonna. "(You are my) All & All" de Joyce Sims se convirtió en el primer disco freestyle en introducirse en el mercado del R&B, y fue uno de los primeros en llegar al mercado europeo. La emisora de radio WPOW/Power 96 se caracterizó por la programación de freestyle y Miami Bass en el sur de Florida a mediados de los años 1980 y 1990. Tony Butler, produjo varios temas en el sello Jam-Packed Records de Miami, incluyendo "When I Hear Music" y "Lookout Weekend" de Debbie Deb, y "I'll Be All You'll Ever Need" y "They're Playing Our Song" de Trinere. 
Los grupos Company B, Stevie B, Paris By Air, Linear, Will to Power y éxitos posteriores de Exposé fueron los que defininieron el Freestyle de Miami. 
Tolga Katas fue una de las primeras personas en crear un álbum completo por ordenador con éxito y produjo a Stevie B en los temas "Party Your Body", "In My Eyes" y "Dreamin' of Love". El sello discográfico de katas, Future Records, fue una incubadora de artistas como Lineal, que alcanzaron éxito internacional después pasarse a la discográfica Atlantic Records. Muchas discográficas pensaron que el freestyle de Nueva York y el de Miami tendrían la misma audiencia e idearon la misma estrategia promocional para ambos géneros, pero condujeron a resultados pobres para el Freestyle de Nueva York por su sonido subterráneo y oscuro, incluso en sus formas más suaves, con letras sobre amor no correspondido o temas más sombríos.

### Filadelfia
El innovador tema de Pretty Poison, "Nightime" (1984) incluyó a Filadelfia en el mapa del freestyle. Pero su mayor éxito lo consiguieron con "Catch Me I'm Falling", que fue número uno durante el verano de 1987 en EE. UU. 
Varios grupos freestyle siguieron los pasos de Pretty Poison a principios de 1990. Artistas como Dulaio Twins, D.T.U. (Doin' The Ultimate), Full Afekt, Denine, Marré and T.P.E. (The Philadelphia Experiment) disfrutaron de éxito regional. Anthony Ponzio y Anthony Santosusso de D.T.U. se asociaron con el DJ Mike Ferullo en 1993 para formar Tazmania Records, y Adam Marano de T.P.E.  creó el sello Viper-7 Records. Las dos etiquetas produjeron varios hits de artistas como Collage o Denine que llevaría al resurgimiento del freestyle a mediados de la década de 1990. 
El Freestyle experimentó otro resurgimiento de la popularidad a finales de la década de 2000, con nuevos y antiguos artistas de freestyle con actuaciones en bares y discotecas del área de Filadelfia.

### California
El Freestyle tuvo un seguimiento notable en California, especialmente en Los Ángeles, el Valle Central, la Bahía de San Francisco y San Diego. La numerosa comunidad latina de California disfrutó de los sonidos de la escena club de la costa este de América, y una serie de artistas de California se hizo popular entre los amantes del freestyle en la Costa Este. En el norte de California, principalmente San Francisco y San José, se inclinaron por un baile de ritmo similar al Hi-NRG, por lo que la mayoría del freestyle californiano emergió de las regiones sureñas de Bay Area y Los Ángeles.
Timmy T, Bernadette, Caleb-B, SF Spanish Fly, Angelina, One Voice, M:G, Stephanie Fastro y The S Factor eran de Bay Area, y de San Diego lo eran Gustavo Campain, Alex Campain, Jose (Jojo) Santos, Robert Romo del grupo Internal Affairs, F. Felix, Leticia y Frankie J.
La comunidad filipina estadounidense de California también abrazó la música freestyle durante finales de 1980 y principios de 1990. Jaya fue uno de las primeras cantantes filipina-estadounidense de freestyle, y alcanzó el número 44 en 1990 con "If You Leave Me Now". Artistas posteriores de freestyle filipino-americanas incluyen a Jocelyn Enriquez, Buffy, Korell, Damien Bautista, One Voice, Kuya, Sharyn Maceren y otros.

### Canadá
La popularidad del freestyle llegó a finales de los años 1980 al extra-radio de Toronto (Canadá), y entre las poblaciones italianas y griegas allí asentadas convivió junto a la música house en varias discotecas de Toronto, hasta mediados de la década de los 1990s.
Lil' Suzy publicó varios sencillos y se presentó al programa de televisión canadiense de música de baile llamado "Electric Circus". La cantante de Montreal Nancy Martínez con su tema "For Tonight" (1986) se convirtió en el primer tema canadiense de freestyle en llegar al Top 40 en el Billboard Hot 100, mientras que el grupo femenino de Montreal 11:30 entró en las listas canadienses con "Ole Ole" en 2000.

### Resto del mundo
Productores asociados con el estilo también llegaron de todo el mundo, incluyendo al turco-estadounidense Murat Konar, Paul Lekakis de Grecia, el artista asiático Leonard (León Youngboy) que lanzó la canción "Youngboys" y músicos británicos, entre ellos Freeez, Paul Hardcastle, Samantha Fox, e incluso Robin Gibb de los Bee Gees, que adoptó también el sonido freestyle en su álbum Secret Agent (1984), tras haber trabajado con el productor Chris Barbosa. 
Varias bandas new wave y synthpop británicos también se asociaron con productores de freestyle o fueron influenciados por el género, y publicaron temas de estilo freestyle o remezclas. Estos incluyen a Duran Duran con el tema "Notorious" que fue remezclado por los Latin Rascals, y además su álbum "Big Thing" contiene varias canciones inspiradas en el freestyle, tales como  "All She Wants Is". New Order se asoció con Arthur Baker para producir y coescribir la pista "Confusion". Erasure publicó varias remezclas de su tema "Blue Savannah" inspirado en el estilo; y los Pet Shop Boys con "Domino Dancing", que fue producido por el productor de freestyle con sede en Miami Lewis Martinee.

## Artistas de freestyle
| - Noel Pagan - Alisha - Brenda K. Starr - Collage - Company B - Connie - Corina - Coro - Cynthia - The Cover Girls - Debbie Deb - Exposé - George Lamond - Gloria Trevi (álbum Tu ángel de la guarda) - Information Society - John Benitez - Johnny O - Jocelyn Enriquez (en sus inicios) - vijay kesh | - Judy Torres - Kim Fields - Lil Suzy - Linear - Lisa Lisa and Cult Jam - Lisette Melendez - Madonna en Open your heart y "Vogue" - Marc Anthony (en sus inicios) - Miami Sound Machine en "Dr Beat" y "Conga!" - Nayobe - Nice & Wild - Nocera - Noel Pagan - Nu Shooz - Nyasia - Pajama Party - Pretty Poison | - Rockell - Sa-Fire - Seduction - Shannon - Starpoint - Stevie B - Sweet Sensation - Taylor Dayne - Thalía (Primeros trabajos) - The Jets (banda de Minnesota) - TKA - Tony García - Tony Moran - Trilogy - Trinere - Will to Power - Yuri (90s) |